# CTS Eventim

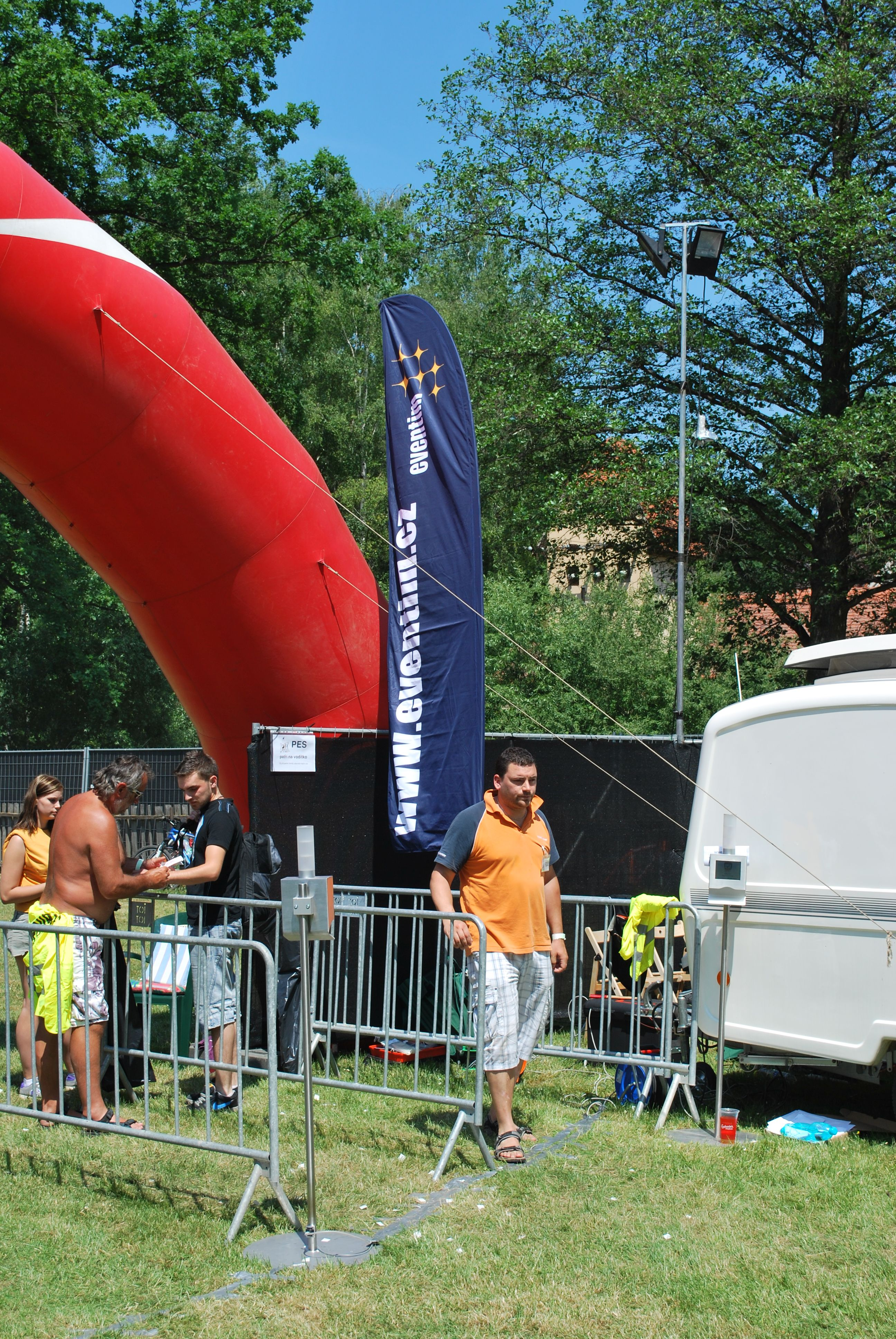
Eventim na festivalu Okoř se šťávou

CTS (Computer Ticket Service) EVENTIM AG & Co. KGaA je evropská, původem německá firma zaměřená na prodej vstupenek na hudební, sportovní a jiné kulturní akce. 
Eventim vstoupil na český trh v roce 2009, kdy vznikla pobočka Eventim CZ. Prodejní síť v Česku tvoří mj. prodejny Bontonland či síť městských informačních center.